# Kollodiumwolle
Kollodiumwolle (Syn. Dinitrocellulose, Colloxylinum, Zelloidin) ist eine Form der nitrierten Cellulose.

## Darstellung und Gewinnung
Kollodiumwolle wird durch die Einwirkung von Salpeter- und Schwefelsäure auf Baumwolle erhalten. Die Nitrierung (Veresterung) wird bis zu einem Stickstoffgehalt von 10,6–12,2 % geführt. Bei einem Stickstoffgehalt > 12,75 % handelt es sich dann überwiegend um Cellulosetrinitrat (Schießbaumwolle), bei einem Gehalt < 12,75 % um Cellulosedinitrat. 

## Verwendung
Sie findet als Kollodium Verwendung in der Medizin als Verschlussmittel für kleinere Wunden und in der Farben- und fotografischen Industrie. Zudem wird sie bei der Herstellung von Sprenggelatine und Klebstoffen verwendet. Die Tatsache, dass bei ihrer schnellen, nicht zu heißen, aber weithin sichtbaren Verbrennung nahezu keine Asche entsteht, macht sie außerdem bei Bühnenproduktionen beliebt, wo sie für pyrotechnische Effekte (oft in unmittelbarer Nähe zu den Darstellern) als „Pyrowatte“ Verwendung findet. 2-, 4- oder 8%ige Lösungen in Ether-Ethanol werden zur Einbettung in der Histologie verwendet.

## Eigenschaften
Kollodiumwolle fühlt sich in etwa an wie Baumwolle und Zellwolle, ist aber etwas härter. Wird sie angezündet, verbrennt sie mit gelber Flamme. In trockenem Zustand kann sie durch Stoß und/oder Schlag zur Explosion gebracht werden.
Kollodiumwolle ist in Aceton, konzentrierter Essigsäure, Mischungen aus Ether und Alkohol löslich. Sie löst sich aber nicht in Wasser.

## Nachweis
Zur Identitätsprüfung werden 10 g Kollodiumwolle in 250 ml einer Lösung aus 30 Teilen Ether und einem Teil Alkohol ohne Rückstände gelöst. Zur Reinheitsprüfung auf freie Säuren werden 1 g Kollodiumwolle mit 20 ml Wasser 10 Minuten lang geschüttelt. Danach wird das Wasser filtriert und mit Lackmus versetzt, wobei dieser neutral reagieren muss. Zum Nachweis von wasserlöslichen Stoffen werden 10 ml von der vorherigen Lösung (filtriertes Wasser von der Reinheitsprüfung auf freie Säuren) eingedampft. Dabei dürfen sich höchstens 1,5 mg Rückstand bilden. Der Bestimmung des Trocknungsverlusts wird Kollodiumwolle wird bei 61 °C bis zur Gewichtskonstanz getrocknet. Der Gewichtsverlust soll zwischen 23 und 28 % liegen. Den erhaltenen Rückstand kann man gefahrlos beseitigen, indem man ihn mit Aceton und einer alkoholischen Kaliumhydroxidlösung einige Stunden lang auflöst. Zur Bestimmung des Verbrennungsrückstand wird Kollodiumwolle (0,2 g) in einen vorher ausgebrannten und abgewogenen Porzellantiegel gegeben. Dieser wird in ein kaltes Wasserbad gestellt. Die Kollodiumwolle wird mit Alkohol durchfeuchtet, vorsichtig angezündet und verascht. Der Rückstand darf höchstens 0,5 % des Gewichts der Kollodiumwolle betragen, also 0,001 g.

## Externe Links zu erwähnten Verbindungen
1. ↑  Externe Identifikatoren von bzw. Datenbank-Links zu Cellulosetrinitrat:  CAS-Nr.: 9046-47-3, Wikidata: Q4742505.